# True to the Blues: The Johnny Winter Story
 (août 2023).
La mise en forme du texte ne suit pas les recommandations de Wikipédia : il faut le « wikifier ».
Les points d'amélioration suivants sont les cas les plus fréquents :
- Les titres sont pré-formatés par le logiciel. Ils ne sont ni en capitales, ni en gras.
- Le texte ne doit pas être écrit en capitales (les noms de famille non plus), ni en gras, ni en italique, ni en « petit »…
- Le gras n'est utilisé que pour surligner le titre de l'article dans l'introduction, une seule fois.
- L'italique est rarement utilisé : mots en langue étrangère, titres d'œuvres, noms de bateaux, etc.
- Les citations ne sont pas en italique mais en corps de texte normal. Elles sont entourées par des guillemets français : « et ».
- Les listes à puces sont à éviter, des paragraphes rédigés étant largement préférés. Les tableaux sont à réserver à la présentation de données structurées (résultats, etc.).
- Les appels de note de bas de page (petits chiffres en exposant, introduits par l'outil «  Source ») sont à placer entre la fin de phrase et le point final[comme ça].
- Les liens internes (vers d'autres articles de Wikipédia) sont à choisir avec parcimonie. Créez des liens vers des articles approfondissant le sujet. Les termes génériques sans rapport avec le sujet sont à éviter, ainsi que les répétitions de liens vers un même terme.
- Les liens externes sont à placer uniquement dans une section « Liens externes », à la fin de l'article. Ces liens sont à choisir avec parcimonie suivant les règles définies. Si un lien sert de source à l'article, son insertion dans le texte est à faire par les notes de bas de page.
- La présentation des références doit suivre les conventions bibliographiques. Il est recommandé d'utiliser les modèles {{Ouvrage}}, {{Chapitre}}, {{Article}}, {{Lien web}} et/ou {{Bibliographie}}. Le mode d'édition visuel peut mettre en forme automatiquement les références.
- Insérer une infobox (cadre d'informations à droite) n'est pas obligatoire pour parachever la mise en page.

Pour une aide détaillée, merci de consulter Aide:Wikification.
Si vous pensez que ces points ont été résolus, vous pouvez retirer ce bandeau et améliorer la mise en forme d'un autre article.
 (août 2023).
Si vous disposez d'ouvrages ou d'articles de référence ou si vous connaissez des sites web de qualité traitant du thème abordé ici, merci de compléter l'article en donnant les références utiles à sa vérifiabilité et en les liant à la section « Notes et références ».
En pratique : Quelles sources sont attendues ? Comment ajouter mes sources ?
True to the Blues: The Johnny Winter Story est une compilation du guitariste et chanteur américain de blues Johnny Winter. Composé de quatre CD et présenté sous forme de coffret, il contient des chansons sélectionnées parmi de nombreux albums – certains enregistrés en studio et d'autres en live – sortis sur une période de 43 ans, de 1968 à 2011, ainsi que plusieurs titres inédits. Le coffret comprend également un livret de 50 pages d’essais et de photos. Il a été publié par Legacy Recordings le 25 février 2014.
Cet article a été traduit du wikipedia anglophone consacré au coffret True to the Blues: The Johnny Winter Story de Johnny Winter.

## Réception critique
Sur AllMusic, Steve Legett a déclaré : « à la fin des années 1960, Johnny Winter était revenu au blues, où le fait d'être un incroyable guitariste électrique avec une voix rugissante lui a valu sa véritable vocation. C'est là que ce coffret de 56 titres reprend l'histoire, le premier du genre à couvrir la partie commerciale et publique de la carrière de Winter, commençant en 1968 et allant jusqu'à son dernier album Roots, sorti en 2011, dessinant habilement sur quelque 27 albums de divers labels. C'est un catalogue impressionnant de slide runs fulgurants et de shuffles, stomps et boogies blues maniaques et propulsifs, le tout livré avec le rugissement de la voix de Winter. La carrière du musicien a fait de lui rien de moins qu'un monument, vraiment, dans le monde du blues postmoderne... »
Dans All About Jazz, John Kelman a écrit : « True to the Blues : The Johnny Winter Story se concentre en effet fortement sur la première et la plus réussie décennie de l'albinos texan - et, ce n'est certainement pas une coïncidence, l'époque où il était... signé chez Columbia Records, un label alors prêt à investir beaucoup d'argent derrière lui, et finalement à lui donner une visibilité significative. Pourtant, cette collection de quatre disques, quatre heures et demie, parvient néanmoins à inclure, sur le quatrième CD, au moins une représentation de la discographie post-Columbia de Winter pour des labels comme Alligator et Virgin, jusqu'à sa sortie Megaforce 2011, Roots. »
Sur Ultimate Classic Rock, Jeff Giles a déclaré : « Comment résumez-vous une carrière d'enregistrement s'étendant sur plus de cinq décennies et plus de 25 albums ? Il n'y a évidemment pas de moyen infaillible de le faire, mais les gens de Legacy ont rendu les choses faciles avec True to the Blues: The Johnny Winter Story… si vous n'avez jamais entendu parler de la musique de Johnny Winter, True to the Blues constitue une excellente introduction, offrant des moments de choix tout au long de son développement en tant que chanteur, auteur-compositeur et joueur. »
Dans PopMatters, Steve Horowitz a écrit : « À la fin des années 60 et au début des années 70, Johnny Winter] était un blues rocker mettant l'accent sur le rocker. Mais Winter est ensuite devenu un musicien plus orienté vers le blues. Comme le montre cette compilation, Winter a toujours avait des éléments des deux genres dans son jeu de guitare électrique… L'anthologie montre que Winter avait la capacité cosmique de déchiqueter et de trouver l'âme d'une chanson dès le début. Il a emmené sa hache vers des mondes de feedback nouvellement découverts et a continué à frapper. »
Sur No Depression, Grant Britt a déclaré: "C'est une épitaphe appropriée, mais ce n'est toujours pas sa déclaration finale. Le dernier chapitre de sa saga de racines continue appelée Step Back devait sortir en septembre avec un éventail éblouissant de guitaristes, dont Eric Clapton, Billy Gibbons, Joe Bonamassa, Leslie West et Dr. John. Mais ce n'est pas une fin tragique. Johnny Winter est sorti toujours au sommet de sa puissance après avoir fait un autre show à succès, donnant à ses fans ce qu'ils voulaient mais n'ont jamais pu obtenir. C'est un héritage que tout homme serait fier de laisser derrière lui. »

### Contenu de l'album
Disque 1
From The Progressive Blues Experiment (1968):
1. "Bad Luck and Trouble" (Johnny Winter) – 3:44
2. "Mean Town Blues" (Winter) – 4:29

From Fillmore East: The Lost Concert Tapes 12/13/68 (recorded 1968, released 2003):
1. Mike Bloomfield's introduction of Johnny Winter – 1:04
2. "It's My Own Fault" (John Lee Hooker, Jules Taub, B.B. King) – 10:58

From Johnny Winter (1969):
1. "I'm Yours and I'm Hers" (Winter) – 4:31
2. "Mean Mistreater" (James Gordon) – 3:54
3. "Dallas" (Winter) – 2:47
4. "Be Careful with a Fool" (Joe Josea, King) – 5:16

From The Woodstock Experience (recorded 1969, released 2009):
1. "Leland Mississippi Blues" (Winter) – 4:51

From Second Winter: Legacy Edition (1969; Legacy Edition 2008):
1. "Memory Pain" (Percy Mayfield) – 5:30
2. "Highway 61 Revisited" (Bob Dylan) – 5:07
3. "Miss Ann" (Enotris Johnson, Little Richard) – 3:40
4. "Hustled down in Texas" (Winter) – 3:32
5. "Black Cat Bone" (Winter) – 5:36
6. "Johnny B. Goode" (Chuck Berry) – 3:33

Disque 2
Recorded at the Atlanta Pop Festival (1970) – previously unreleased:
1. "Eyesight to the Blind" (Sonny Boy Williamson) – 5:03
2. Johnny Winter's intro – 0:43
3. "Prodigal Son" (Winter) – 5:12

Recorded at the Atlanta Pop Festival (1970) – previously released on The First Great Rock Festivals of the Seventies (1971):
1. "Mean Mistreater" (Gordon) – 5:48

From Johnny Winter And (1970):
1. "Rock and Roll, Hoochie Koo" (Rick Derringer) – 3:31
2. "Guess I'll Go Away" (Winter) – 3:27
3. "On the Limb" (Derringer) – 3:35

From Live Johnny Winter And (recorded 1970, released 1971):
1. "It's My Own Fault" (Hooker, Jules Taub, King) – 11:45
2. "Jumpin' Jack Flash" (Mick Jagger, Keith Richards) – 4:26

From Live at the Fillmore East 10/3/70 (recorded 1970, released 2010):
1. "Good Morning Little School Girl" (Don Level, Bob Love) – 4:40
2. "Mean Town Blues" (Winter) – 17:31

Disque 3
From Still Alive and Well (1973):
1. "Still Alive and Well" (Derringer) – 3:44
2. "Rock Me Baby" (Arthur Crudup, Big Bill Broonzy) – 3:50
3. "Rock & Roll" (Winter) – 4:45

From Saints & Sinners (1974):
1. "Rollin' Cross the Country" (Dan Hartman, Winter) – 4:33
2. "Hurtin' So Bad" (Winter) – 4:40
3. "Bad Luck Situation" (Winter) – 2:50

From John Dawson Winter III (1974):
1. "Self Destructive Blues" (Winter) – 3:28
2. "Sweet Papa John" (Winter) – 3:10
3. "Rock and Roll People" (John Lennon) – 2:45

From Together: Edgar Winter and Johnny Winter Live (1976):
1. "Harlem Shuffle" (Bobby Relf, Earl Nelson) – 3:38

From Captured Live! (1976):
1. "Bony Moronie" (Larry Williams) – 6:42
2. "Roll with Me" (Derringer) – 4:53

From Nothin' but the Blues (1977):
1. "Tired of Tryin'" (Winter) – 3:41
2. "TV Mama" (Winter) – 3:12
3. "Walkin' thru the Park" (Muddy Waters) – 4:06

From Breakin' It Up, Breakin' It Down (recorded 1977, released 2007):
1. "I Done Got Over It" (Guitar Slim) – 6:01

Disque 4
From The Essential Johnny Winter (released 2013):
1. "One Step at a Time" (Winter) – 4:00
2. "Honest I Do" (Ewart Abner, Jimmy Reed) – 4:21

From White, Hot and Blue (1978):
1. "Nickel Blues" (Winter) – 3:34

From Raisin' Cain (1980):
1. "Talk Is Cheap" (Jim Liban) – 4:42
2. "Wolf in Sheep's Clothing" (Jon Paris) – 5:33
3. "Bon Ton Roulet" (Clarence Garlow) – 4:45

From Guitar Slinger (1984):
1. "Don't Take Advantage of Me" (Lonnie Brooks) – 5:25

From Serious Business (1985):
1. "Master Mechanic" (Steve Prestage, Joe Shamwell, Walter Godbold) – 3:38

From Third Degree (1986):
1. "Mojo Boogie" (J. B. Lenoir) – 4:52

From The Winter of '88 (1988):
1. "Stranger Blues" (Clarence Lewis, Elmore James, Morris Levy) – 6:56

From Let Me In (1991):
1. "Illustrated Man" (Fred James, Mary-Ann Brandon) – 3:40

From Hey, Where's Your Brother? (1992):
1. "Hard Way" (T-Bone Walker, Grover McDaniel) – 4:00

From The 30th Anniversary Concert Celebration (recorded 1992, released 1993):
1. "Highway 61 Revisited" (Dylan) – 6:12

From Roots (2011):
1. "Maybellene" (Berry) – 2:48
2. "Dust My Broom" (Robert Johnson) – 6:02

## Musiciens
- Johnny Winter : Guitare électrique, Dobro, guitare acoustique, harmonica, mandoline, basse, batterie, chant
- Mike Bloomfield – guitare
- Steve Cropper – guitare
- Rick Derringer – guitare, chant
- Vince Gill – guitare
- Bob Margolin – guitare
- Paul Nelson – guitare
- Floyd Radford – guitare
- Pat Rush – guitare
- Muddy Waters – guitare, chant
- G. E. Smith – guitare
- Derek Trucks – guitare
- Charles Calmese – basse
- Donald "Duck" Dunn – basse
- Jeff Ganz – basse
- Johnny B. Gayden – basse
- Dan Hartman – basse, piano, chant
- Randy Jo Hobbs – basse, percussion, chant
- Jerry Jemmott – basse
- Jon Paris – basse, harmonica
- Tommy Shannon – basse
- Scott Spray – basse
- I.P. Doux – basse
- Willie Dixon – contrebasse
- Walter "Shakey" Horton – harmonica
- James Cotton – harmonica
- Pat Ramsey – harmonica
- Edgar Winter – saxophone, piano, orgue, synthétiseur ARP String, piano bastringue, batterie, chant
- Gene Barge – saxophone ténor
- Terry Ogolini – saxophone ténor
- Lew Del Gatto – saxophone ténor
- Steve Elsen – saxophone baryton
- Tom Strohman – saxophone
- Don Tenuto – trompette
- Randy Brecker – trompette
- Jim Exum – trombone
- Ken Saydak – piano
- Mike DiMeo – piano
- Paul Harris – piano
- Dr. John – piano
- Pinetop Perkins – piano
- Al Kooper – orgue
- Booker T. Jones – orgue
- Bobby Caldwell – batterie
- Tom Compton – batterie
- John Cresci – batterie
- Anton Fig – batterie
- Richard Hughes – batterie, percussions
- Casey Jones – batterie
- Jim Keltner – batterie
- Vito Luzzi – batterie
- Chuck Ruff – batterie
- Willie "Big Eyes" Smith – batterie
- Bobby Torello – batterie
- "Oncle" John Turner – batterie, percussions
- Randy Z – batterie

Production
- Jerry Rappaport – producteur de compilations
- Paul Nelson – producteur exécutif
- Mark Wilder – mastering
- Federico Ruiz – direction artistique, conception